# Uzer (Ardèche)
Uzer – miejscowość i gmina we Francji, w regionie Owernia-Rodan-Alpy, w departamencie Ardèche.
Według danych na rok 1990 gminę zamieszkiwało 368 osób, a gęstość zaludnienia wynosiła 105 osób/km² (wśród 2880 gmin regionu Rodan-Alpy Uzer plasuje się na 1264. miejscu pod względem liczby ludności, natomiast pod względem powierzchni na miejscu 1617.).

## Populacja

Populacja Uzer w latach 1962-2008